# Стоян Стоянов (кмет)
Вижте пояснителната страница за други личности с името Стоян Стоянов.
Стоян Стоянов е български политик. Кмет на Стара Загора в периода 26 октомври 1990 – 30 октомври 1991 г.

## Биография
Роден е през 1938 г. в село Мъдрец. Получава висше образование във Варна. След това започва да работи в тогавашния ТЕЦ „Първа комсомолска“ (днес ТЕЦ „Брикел“). В различни периоди работи в БНБ, като заместник-председател на Общинския народен съвет, Общинското ръководство на БЗНС. Също така е директор на Централна кооперативна банка – клон Стара Загора.